# Iijärvi (sjö i Norra Österbotten, lat 65,82, long 29,42)
Iijärvi är en sjö i Finland. Den ligger i kommunen Kuusamo i landskapet Norra Österbotten, i den nordöstra delen av landet, 700 km norr om huvudstaden Helsingfors. Iijärvi ligger 254,1 meter över havet. Den är 20 meter djup. Arean är 20,54 kvadratkilometer och strandlinjen är 110,08 kilometer lång. Sjön  ingår i Ijo älvs huvudavrinningsområde. 